# レスコフ島

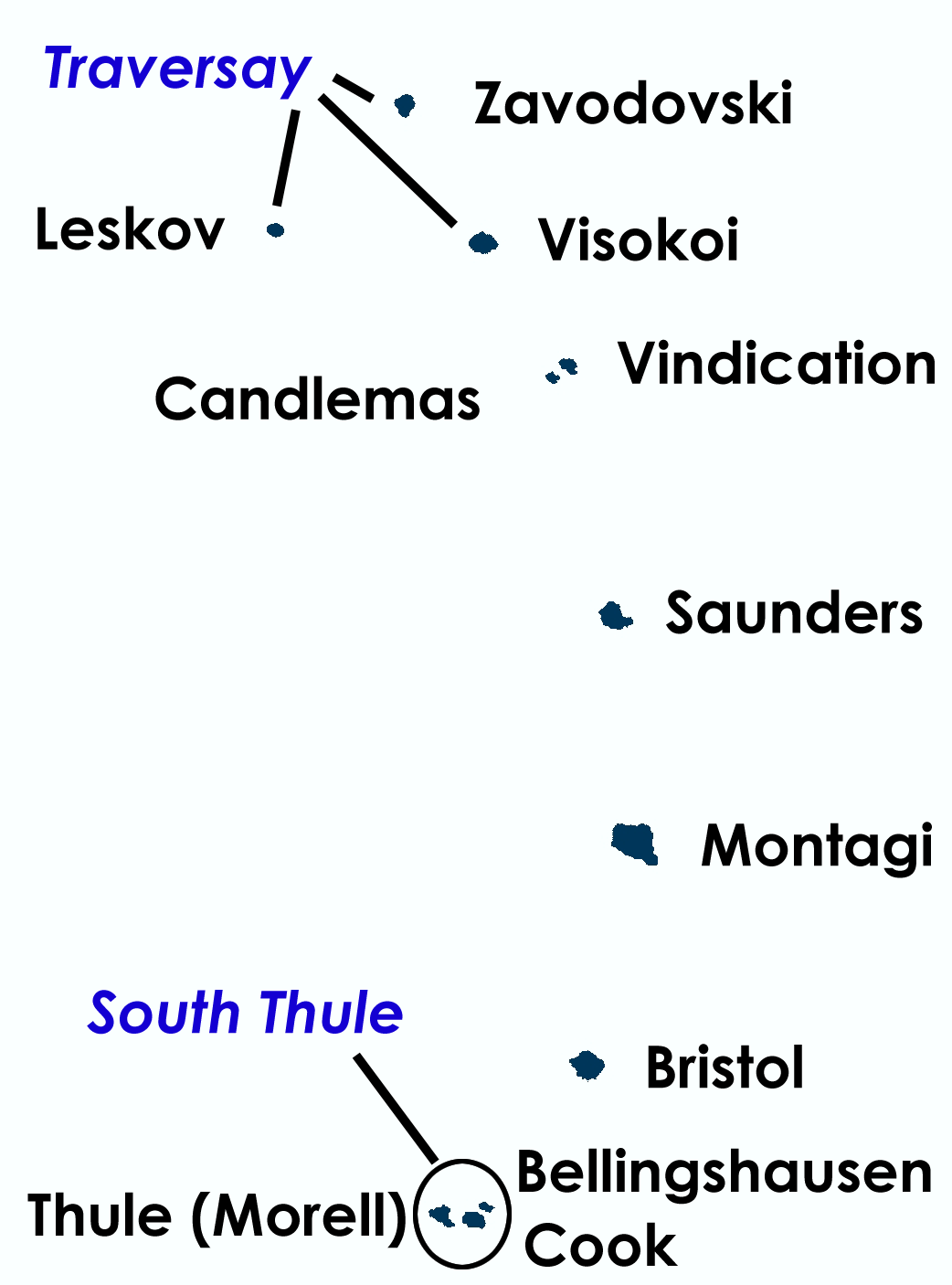
サウスサンドウィッチ諸島の地図。レスコフ島は島弧からやや外れている

レスコフ島（レスコフとう、英: Leskov Island）は、サウスサンドウィッチ諸島の島で、イギリス領サウスジョージア・サウスサンドウィッチ諸島のトラバーシー諸島に属している無人島である。ビソコイ島の56km西に位置する。

## 歴史
1819年ロシア帝国の冒険家ファビアン・ゴットリープ・フォン・ベリングスハウゼンによって発見された。島名はその時冒険に同伴していた第三中尉の名に由来する。

## 地理
島の最高峰は190メートルに達する。地質は安山岩質である。